# 7 Sagittarii
Désignations
7 Sagittarii (en abrégé 7 Sgr) est une étoile géante de type spectral F2 de la constellation du Sagittaire, située en direction de la nébuleuse de la Lagune. D'après la mesure de sa parallaxe par le satellite Gaia, elle est distante d'environ 350 pc (∼1 140 al) de la Terre. L'étoile se déplace sur la sphère céleste à un mouvement propre de 17,36 mas/a et elle se rapproche du système solaire à une vitesse radiale de −6 km/s.